# Hybosorus crassus
Hybosorus crassus is een keversoort uit de familie Hybosoridae. De wetenschappelijke naam van de soort is voor het eerst geldig gepubliceerd in 1855 door Johann Christoph Friedrich Klug.